# فیسکر موتور
فیسکر موتور (انگلیسی: Fisker Motor) شرکت خودروسازی آمریکایی است، که در سال ۲۰۰۷ توسط هنریک فیسکر تأسیس شد.